# Zuma's Revenge!
Zuma's Revenge! este un joc video de tip puzzle dezvoltat și publicat de PopCap Games. Lansat inițial pe 15 septembrie 2009, jocul este continuarea popularului Zuma, lansat în 2003. Jocul este disponibil pe mai multe platforme, inclusiv PC, Mac, Xbox 360, PlayStation 3, și dispozitive mobile.

## Gameplay
În Zuma's Revenge!, jucătorii controlează o broască de piatră care scuipă bile colorate. Obiectivul principal este de a elimina toate bilele de pe ecran înainte ca acestea să ajungă la craniu, care marchează sfârșitul traseului. Bilele sunt eliminate prin formarea de grupuri de trei sau mai multe bile de aceeași culoare.

### Moduri de Joc
1. Aventura: Este modul principal de joc în care jucătorii trebuie să completeze o serie de niveluri în diferite lumi tematice. Fiecare lume are propriile sale caracteristici și provocări unice.
2. Challenge: În acest mod, jucătorii se confruntă cu niveluri cronometrate în care trebuie să obțină un scor cât mai mare posibil într-un timp limitat.
3. Iron Frog: Acesta este un mod dificil, în care jucătorii trebuie să completeze zece niveluri consecutive fără a pierde.

## Poveste
Povestea din Zuma's Revenge! îl urmează pe protagonist, broasca Zuma, care este prinsă pe o insulă misterioasă controlată de zei furioși. Zuma trebuie să își croiască drum prin diverse zone ale insulei și să înfrunte fiecare zeu într-o luptă finală pentru a avansa. Fiecare lume se încheie cu o confruntare epică cu unul dintre acești zei.

## Caracteristici Noi
Zuma's Revenge! introduce o serie de caracteristici noi și îmbunătățiri față de predecesorul său:
- Grafica îmbunătățită: Jocul are o grafică mai detaliată și mai vibrantă.
- Mecanici noi: Noi tipuri de bile, cum ar fi bilele cu puteri speciale (explozive, lente etc.).
- Boss Battles: La sfârșitul fiecărei lumi, jucătorii trebuie să înfrunte un zeu într-o bătălie de tip puzzle.
- Puteri și upgrade-uri: Zuma poate acum să colecteze puteri speciale care îl ajută să își atingă obiectivele mai ușor.

## Critică și Receptare
Zuma's Revenge! a fost primit cu recenzii pozitive de la critici și jucători deopotrivă. Jocul a fost lăudat pentru grafică, gameplay-ul adictiv și pentru noile mecanici și provocări introduse.
- IGN a acordat jocului un scor de 8.5 din 10, menționând că „PopCap a reușit să îmbunătățească o formulă deja de succes, oferind o experiență de joc captivantă și plină de viață”.
- GameSpot i-a oferit un scor de 8 din 10, apreciind în special grafica îmbunătățită și bătăliile cu bossi.

## Versiuni și Platforme
De-a lungul anilor, Zuma's Revenge! a fost portat pe numeroase platforme, inclusiv:
- PC și Mac: Disponibil pe platforme de distribuție digitală precum Steam.
- Console: Disponibil pe Xbox 360 și PlayStation 3.
- Dispozitive Mobile: Adaptat pentru iOS și Android, permițând jucătorilor să se bucure de joc pe telefoane și tablete.

## Impactul și Moștenirea
Zuma's Revenge! a continuat succesul predecesorului său și a contribuit la consolidarea poziției PopCap Games ca un dezvoltator de top în industria jocurilor casual. Jocul a fost un hit comercial și a rămas popular ani de zile după lansare.
Titlul rămâne unul dintre cele mai populare jocuri de tip puzzle, datorită mecanicilor sale simple dar captivante, graficii atractive și a provocărilor variate. PopCap Games a reușit să îmbunătățească formula originală și să ofere jucătorilor o experiență de joc memorabilă.